# 8943 Stefanozavka
8943 Stefanozavka eller 1997 BH3 är en asteroid i huvudbältet som upptäcktes den 30 januari 1997 av den italienska astronomen Antonio Vagnozzi vid Santa Lucia Stroncone-observatoriet. Den är uppkallad efter Stefano Zafka.
Asteroiden har en diameter på ungefär 9 kilometer och den tillhör asteroidgruppen Dora.